# Maxim (magasin)
 For alternative betydninger, se Maxim. (Se også artikler, som begynder med Maxim)
Maxim er et internationalt engelsksproget magasin for mænd. Det er kendt for dets billedeserier af populære skuespillerinder, sangerinder, og kvindelige modeller.

## Oversigt
Den første udgave af Maxim udkom i England i maj 1995 med Lisa Snowdon på coveret. Den første amerikanske udgave udkom den 1. april 1997 med Christa Miller som cover-model.
Ud over billedserier indeholder magasinet også korte artikler om emner som sport, film, videospil, mode, forhold, biler, og alkohol. Hver udgave indeholder også omfattende anmeldelser, og tests af ting inden for disse emner.

## Hot 100
Hvert år opgiver Maxim dets "Hot 100"-liste, hvori magasinet prøver at samle de mest attraktive kvinder.